# Nanny Andersson
Nanny Gunborg Andersson, född Andersson 4 december 1926 i Tostareds församling i dåvarande Älvsborgs län, död 7 augusti 2016 i Västra Marks församling, Västra Götalands län, var en svensk grafiker, tecknare och målare.
Andersson var som konstnär huvudsakligen autodidakt, frånsett kortare kurser i grafik för Per Lindekrantz. Hon etablerade sig som konstnär sent i livet. Hon medverkade i en utställning på Konsthallen i Göteborg 1978 och ställde därefter ut ett flertal gånger i olika samlingsutställningar. Hon medverkade i teckningstriennalen i Landskrona 1980, grafiktriennalen i Malmö och Liljevalchs vårsalong 1983. Separat ställde hon ut på bland annat Karlskoga konsthall, Borås konstgalleri, Skellefteå konsthall, Älvsborgs länsmuseum, Flaménska Galleriet i Borås och Nolhaga slott i Alingsås. Hennes konst består av arbeten i olja, grafik och teckning ibland har samma motiv fungerat som förlaga för alla tre teknikerna. Andersson är representerad vid Folkets Hus, Statens konstråd, Göteborgs konstnämnd, Landstingen i Kopparberg, Örebro, Halland och Älvsborgs län och ett tiotal kommuner.  
Nanny Andersson, som redan före vigseln hette Andersson, gifte sig 1950 med Göte Olof Andersson (1924–1994). Hon är gravsatt på Tostareds kyrkogåd.